# Daryna Butryk
Daryna Butryk (Zhytomyr, 1995) es una actriz ucraniano-argentina.

## Filmografía
- 2019: Historias breves 17, cortometraje "Noche de novias"
- 2019: Argentina, tierra de amor y venganza - Helga
- 2019: Rebobinado - Barby
- 2019: El secreto de Julia - Ana[2]
- 2020: El encanto
- 2022: Julio, felices por siempre - protagonista
- 2023: El amor después del amor (Netflix) – Cecilia Roth[3]
- 2023: Frágiles (Flow) – Lola